# Стоян Тороманов
 Тази статия е за офицера Стоян Тороманов .  За анархиста, вижте Стоян Тороманов (анархист).  
Стоян Иванов Тороманов е български офицер, полковник от пехотата, командир на дружина от 34-ти пехотен троянски полк през Балканската (1912 – 1913) и Междусъюзническата война (1913), командир на 58-и пехотен резервен полк (1915 – 1917) и командир на 2-ра бригада от 8-а пехотна тунджанска дивизия през Първата световна война (1915 – 1918).

## Биография
Стоян Тороманов е роден на 3 март 1865 г. в Копривщица, Османска империя. На 2 септември 1885 г. постъпва на военна служба. През 1887 г. завършва в 8-и випуск на Военното на Негово Княжеско Височество училище, на 27 април е произведен в чин подпоручик и зачислен в пехотата. Служи в 4-ти пехотен плевенски полк. На 18 май 1890 г. е произведен в чин поручик, а на 2 август 1895 в чин капитан. През 1900 г. е командир на рота от 6-и резервен полк. През 1906 г. е произведен в чин майор, а през 1909 г. служи като командир на дружина от 34-ти пехотен троянски полк. На 22 септември 1912 г. е произведен в чин подполковник.
По време на Балканската (1912 – 1913) и Междусъюзническата война (1913) подполковник Тороманов е командир на дружина от 34-ти пехотен троянски полк. След войните е помощник-командир на 33-ти пехотен свищовски полк, а на 1 октомври 1915 г. е произведен в чин полковник.
През Първата световна война (1915 – 1918) полковник Стоян Тороманов първоначално е командир на 58-и пехотен резервен полк (1915 – 1917), за която служба през 1917 г. съгласно заповед № 679 по Действащата армия е награден с Военен орден „За храброст“ III степен, 2 клас. През 1917 г. поема командването на 2-ра бригада от 8-а пехотна тунджанска дивизия, за която служба през 1921 г. съгласно заповед № 355 по Министерството на войната е награден с Орден „Св. Александър“ III степен с мечове по средата.
След войната служи като началник на 4-ти пограничен сектор и на 25 август 1919 е уволнен от служба.

## Военни звания
- Подпоручик (27 април 1887)
- Поручик (18 май 1890)
- Капитан (2 август 1895)
- Майор (1906)
- Подполковник (22 септември 1912)
- Полковник (1 октомври 1915)

## Образование
- Военно на Негово Княжеско Височество училище (до 1887)

## Награди
- Военен орден „За храброст“ IV степен, 2 клас
- Военен орден „За храброст“ III степен, 2 клас (1917)
- Орден „Св. Александър“ III степен с мечове по средата (1921)
- Народен орден „За военна заслуга“ V степен на обикновена лента
- Народен орден „За военна заслуга“ IV степен на военна лента
- Орден „За заслуга“ на обикновена лента